# Tarzan: An Original Walt Disney Records Soundtrack
Tarzan: An Original Walt Disney Records Soundtrack – soundtrack oryginalnej wersji filmu Tarzan (1999). Główny artysta tej płyty – Phil Collins – za swoją piosenkę You’ll Be in My Heart, znajdującą się na krążku, otrzymał Oscara i Złoty Glob.
Płyta została nagrana 18 maja 1999 w studiu Walt Disney Records. Osiągnęła 5 miejsce na liście przebojów Billboardu

## Lista piosenek
1. „Two Worlds"
2. „You’ll Be in My Heart” (wersja Glenn Close)
3. „Son of Man”
4. „Trashin' The Camp"
5. „Strangers Like Me"
6. „Two Worlds Reprise"
7. „Trashin' the Camp” (wersja Phila Collinsa i *NSYNC)
8. „You’ll Be in My Heart” (wersja Phila Collinsa)
9. „Two Worlds” (wersja Phila Collinsa)
10. „A Wondrous Place"
11. „Moves Like An Ape, Looks Like A Man”
12. „The Gorillas"
13. „One Family"
14. „Two Worlds Finale"